# Trachylepis maculilabris
Trachylepis maculilabris este o specie de șopârle din genul Trachylepis, familia Scincidae, descrisă de Gray 1845. Conform Catalogue of Life specia Trachylepis maculilabris nu are subspecii cunoscute.

## Galerie

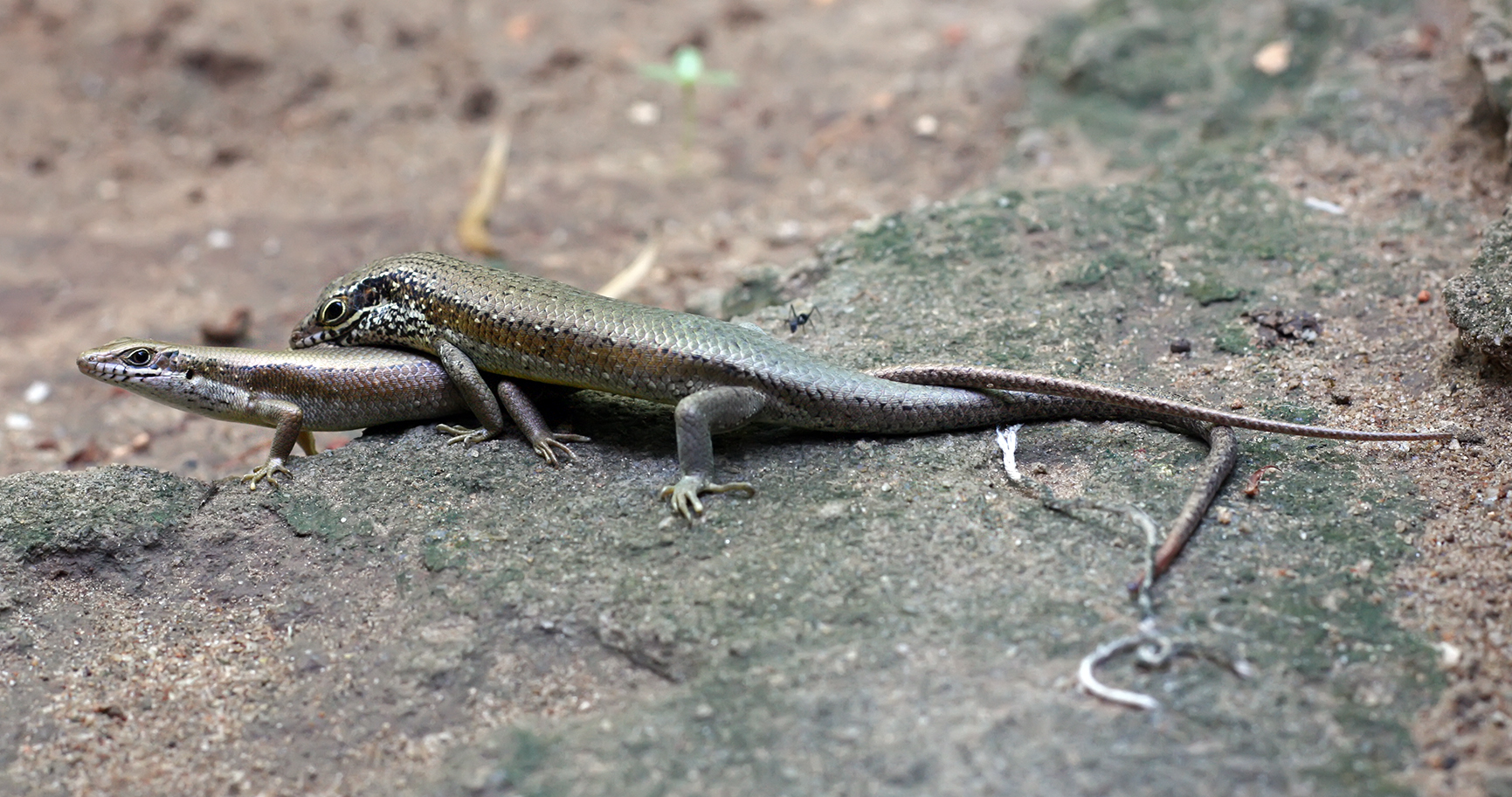